# Narycia ochracea
Narycia ochracea är en fjärilsart som beskrevs av Tutt 1900. Narycia ochracea ingår i släktet Narycia och familjen säckspinnare. Inga underarter finns listade i Catalogue of Life.